# Kąty Wrocławskie
Kąty Wrocławskie (niem. Kanth; do 1930 Canth; tuż po II wojnie światowej – Kąty Śląskie) – miasto w województwie dolnośląskim, w powiecie wrocławskim. Miasto jest siedzibą gminy miejsko-wiejskiej Kąty Wrocławskie. Historycznie leży na Dolnym Śląsku. W latach 1975–1998 miasto administracyjnie należało do woj. wrocławskiego.
Według danych GUS z 1 stycznia 2023 r. miasto liczyło 7184 mieszkańców (469. miejsce w kraju). Gęstość zaludnienia wynosi 834,4 osób/1 km² (30. miejsce w województwie).

## Położenie
Miasto jest położone na wschodnim krańcu Równiny Kostomłotów, od południa opływa je Bystrzyca, od północnego zachodu Strzegomka.
Kąty Wrocławskie leżą 22 km na południowy zachód od Wrocławia. W południowej części miasta znajduje się węzeł autostradowy autostrady A4 i drogi krajowej nr 5. Centrum miasta przecina droga wojewódzka nr 346 Środa Śląska-Godzikowice k. Oławy, natomiast Kąty Wrocławskie z Wrocławiem łączą droga wojewódzka nr 347 i droga wojewódzka nr 362.
Przez miasto przebiega linia kolejowa nr 274 (Wrocław – Zgorzelec) ze stacją kolejową.

## Historia

### Średniowiecze

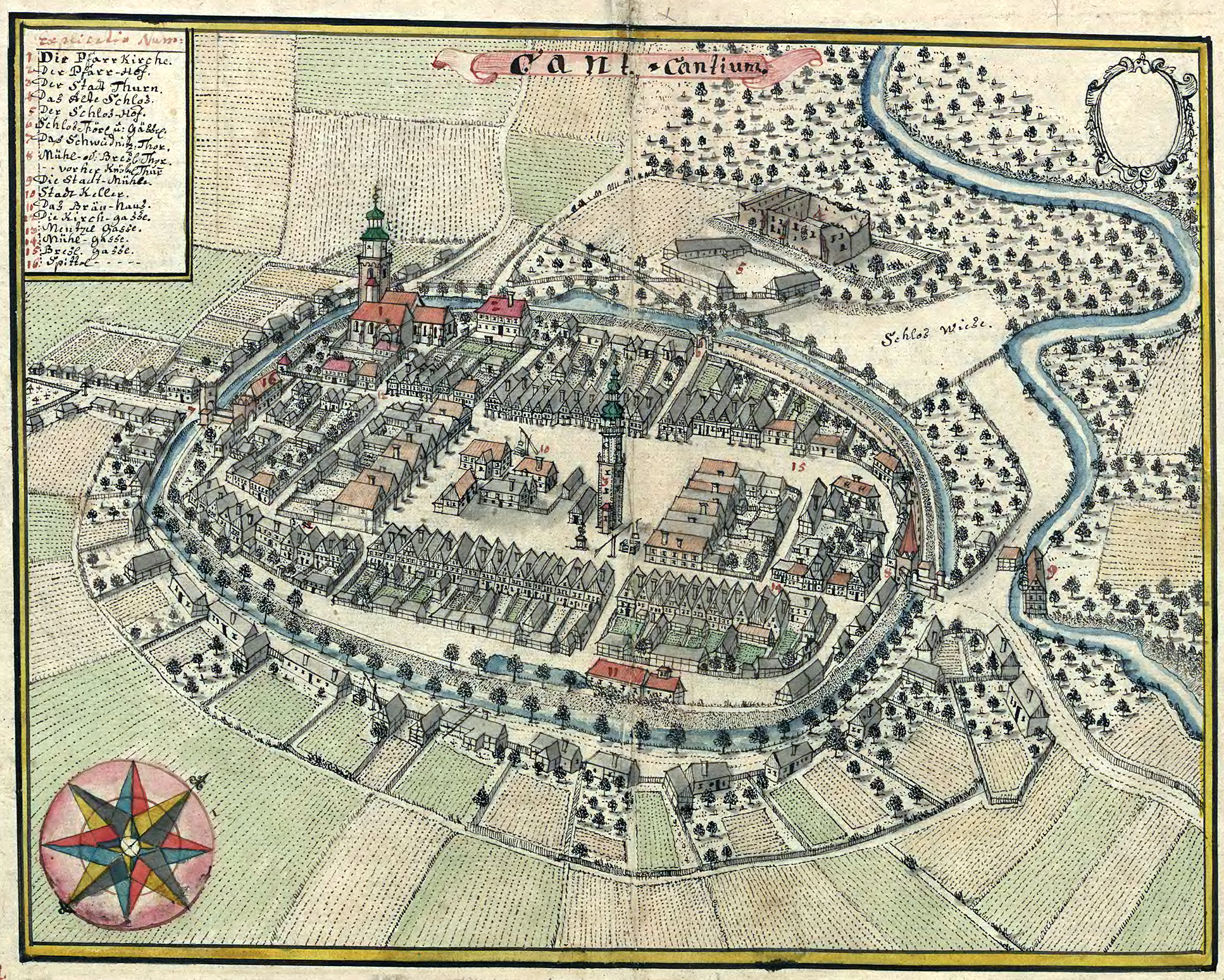
Kąty Wrocławskie w XVIII wieku

We wczesnym średniowieczu był to teren zajęty przez plemię Ślężan. Historia Kątów Wrocławskich sięga 1297 roku, kiedy to Bolko I Surowy nadał prawo założenia miasta na prawie średzkim. Już rok później kroniki potwierdzają istnienie miasta o nazwie Kant. W 1302 wymieniają istnienie w Kant parafii pw. św. Piotra i Pawła oraz obecność w nim wójta dziedzicznego Gerharda.
W pierwszych latach istnienia miasto należało do księstwa wrocławskiego, a dopiero później uzyskało suwerenność. Już w 1310 miasto było znaczącym ośrodkiem handlu, w czym pomagał bród przez rzekę Bystrzycę. W 1322 Kant (Kanth) przypadło jako posag Elżbiecie, córce Henryka VI Dobrego, która poślubiła Konrada Oleśnickiego, którego działania zmierzały w kierunku wzmocnienia kontaktów z Czechami. W 1329 roku miasto znalazło się w granicach księstwa świdnicko-jaworskiego, a następnie księstwa ziębickiego. W 1339 roku książę Bolko II Mały sprzedał miasto Konradowi II Oleśnickiemu. Od połowy XIV wieku rozwijało się w nim rzemiosło oraz młynarstwo, garncarstwo i tkactwo. W 1419 Konrad IV Starszy w zamian za pożyczkę, zastawił miasto biskupstwu wrocławskiemu. Ponieważ pożyczka nie została spłacona, Kąty stały się własnością diecezji wrocławskiej. W połowie XV wieku podczas najazdu husytów miasto zostało częściowo zniszczone, zniszczeniu uległy również dotychczasowe mury miejskie. W 1475 roku miasto spustoszył wielki pożar.

### Nowożytność
Na pierwszą połowę XVI wieku przypada największy rozkwit miasta jako ośrodka handlu i rzemiosła. W 1587 r. zakończono przebudowę murów miejskich, które posiadały wówczas dwie duże bramy – Świdnicką i Wrocławską oraz kilka furt. Miasto odniosło ogromne zniszczenia podczas wojny trzydziestoletniej, a w 1624 roku miasto kolejny raz spustoszył pożar, który pochłonął również wybudowany w 1475 roku zamek. Budowli nie odbudowano, a wobec kryzysu finansowego i panującej wojny miasto długo podnosiło się z ruin. W połowie XVII wieku polsko-niemiecka granica językowa przebiegała niedaleko Kątów Wrocławskich, włączając miasto do terytorium o przewadze języka polskiego. W roku 1613 śląski regionalista i historyk Mikołaj Henel z Prudnika wymienił miejscowość w swoim dziele o geografii Śląska pt. Silesiographia podając jej łacińską nazwę: Cantium.

### XIX i XX wiek
W 1810 zakończyło się trwające prawie cztery wieki zwierzchnictwo diecezji wrocławskiej, której majątek rząd pruski poddał sekularyzacji. Od 1843 roku miasto uzyskało połączenie kolejowe z Wrocławiem i Jaworzyną Śląską. W latach 1855–1856 rozebrano mury miejskie, które blokowały rozbudowę miasta (pozostał fragment przy cmentarzu miejskim). Pozyskana z nich cegła posłużyła do zabudowy południowej części miasta, gdzie wcześniej znajdowała się murowana szubienica (ruiny rozebrano w 1950). W 1896 oddano do użytku fabrykę prochu (istniała do 1920).
Rozporządzeniem z 4 marca 1930 zmieniono funkcjonującą od wielu wieków pisownię nazwy miasta z Canth na Kanth. Od 1 października 1932 zmieniono granice powiatów i Kanth, które wcześniej znajdowało się w powiecie wrocławskim znalazło się w granicach powiatu średzkiego. W 1936 dopuszczono do użytkowania przebiegającą na południe od miasta autostradę, na którą wjazd umożliwiał zbudowany węzeł drogowy.
Od 1942 do 1945 w mieście znajdował się liczący ok. 2000 osób obóz jeniecki dla Rosjan, którzy pracowali w okolicznych zakładach przemysłowych i w rolnictwie. Podczas ewakuacji mieszkańców Wrocławia (Festung Breslau) główna kolumna uchodźców kierowała się właśnie do Kanth. Tędy również wiodła droga marszu śmierci Fünfteichen – Groß-Rosen, większość zamordowanych i poległych pochowano na tutejszym cmentarzu miejskim.
10 i 11 lutego 1945 roku żołnierze 7 samodzielnego korpusu zmechanizowanego gwardii I Frontu Ukraińskiego stoczyli zacięte walki o zajęcie miasta. Zginęło 263 żołnierzy radzieckich.

### Po II wojnie światowej
Działania wojenne doprowadziły do zniszczenia wschodniej części miasta oraz terenów zlokalizowanych w pobliżu stacji kolejowej. Poza niemieckimi mieszkańcami, w mieście znajdowali się również uchodźcy z Wrocławia, którym nie udało się wyjechać w głąb Niemiec oraz polscy i rosyjscy robotnicy przymusowi. Wielu oswobodzonych Polaków pozostało w Kanth, któremu polskie władze zmieniły nazwę na Kąty, a wkrótce na Kąty Śląskie. Do 1947 miasto opuścili jego niemieccy mieszkańcy, ich miejsce zajęli przymusowi wysiedleńcy z dawnych Kresów Wschodnich i przesiedleńcy ze wschodniej Polski.
30 kwietnia 1960 roku odsłonięto pomnik dowódcy II Armii Wojska Polskiego gen. Karola Świerczewskiego. W latach 90. Pomnik ten rozebrano i na tym samym cokole postawiono pomnik Feniksa.
Rozwój miasta po 1945 był silnie zdeterminowany bliskością Wrocławia, w którym lokowano przemysł i większe zakłady pracy.
Po zmianach ustrojowych w 1989 sytuacja znacznie zmieniła się, a miasto zaczęło korzystać z dogodnego położenia w pobliżu autostrady i lotniska. W Kątach Wrocławskich powstał oddział zakładów Scania oraz zakłady farmaceutyczne Torf Corporation.
Obecnie Kąty Wrocławskie są prężnie rozwijającym się ośrodkiem handlu i usług, w północnej części powstaje nowa zabudowa wielorodzinna, a w południowej domy szeregowe i jednorodzinne. Władze miasta przeznaczyły w zachodniej części miasta teren 700 ha pod rozwój przemysłu i zakładów, które stworzą nowe miejsca pracy.

## Demografia
Piramida wieku mieszkańców Kątów Wrocławskich w 2014 roku.

## Zabytki

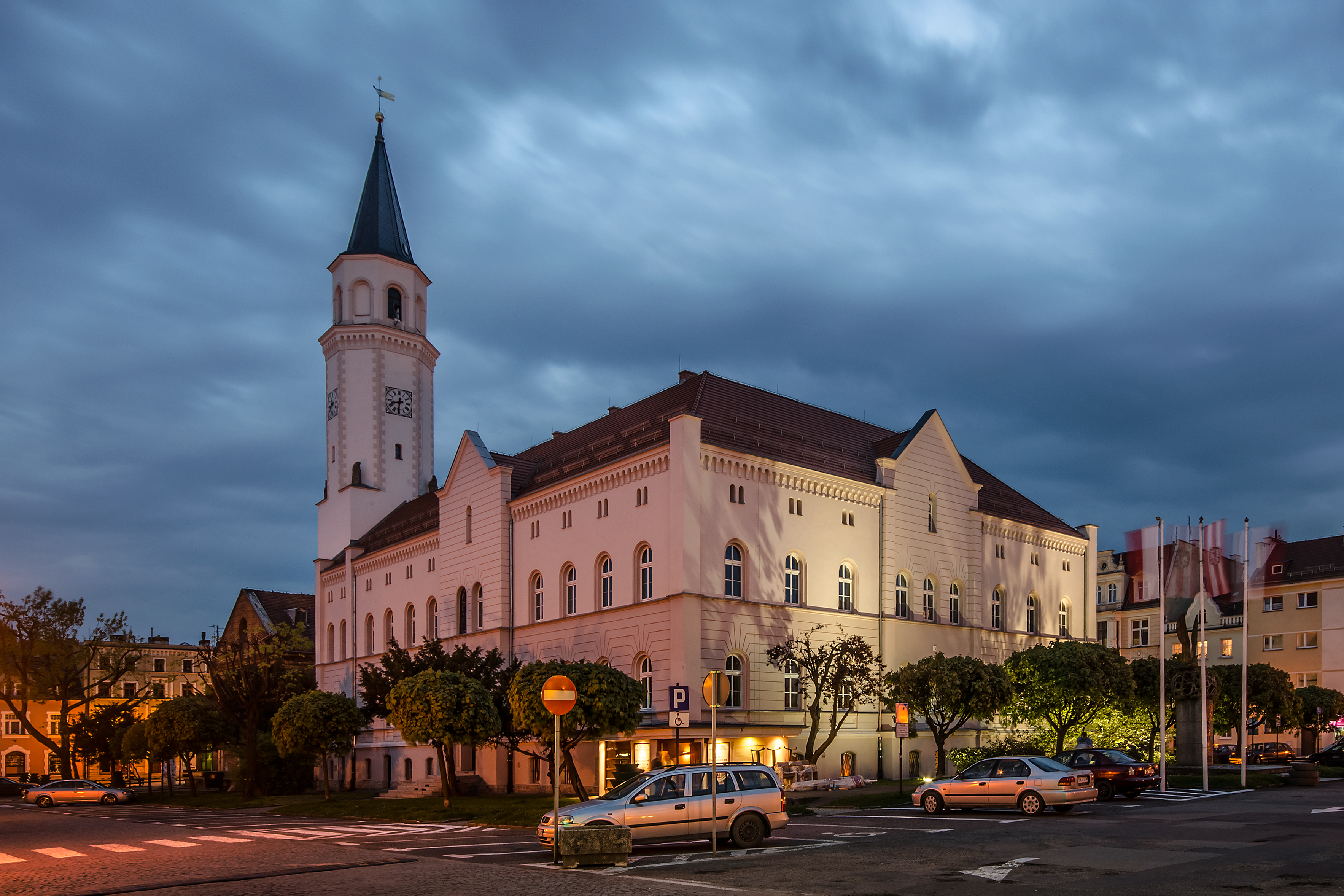
Ratusz

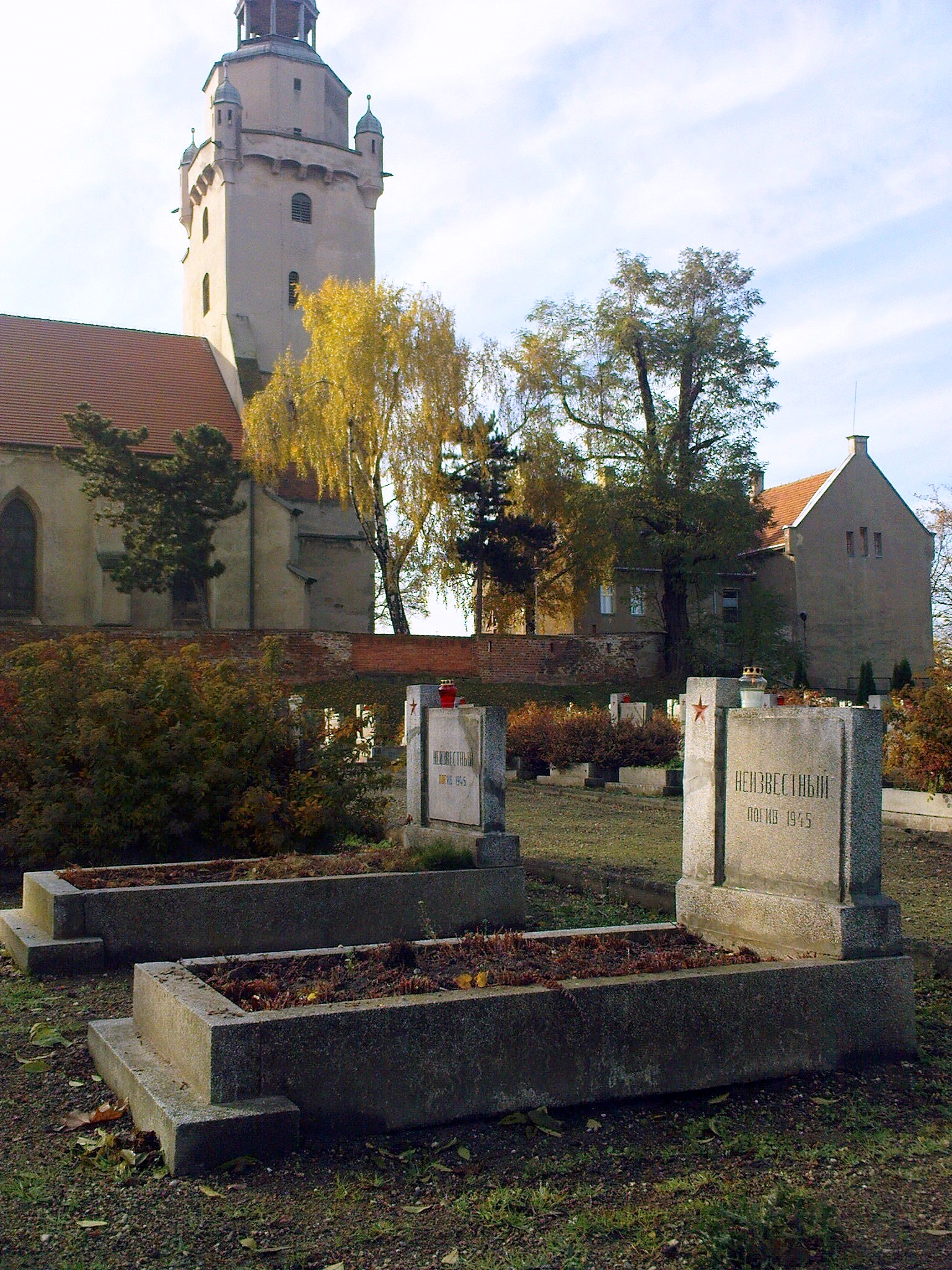
Cmentarz Armii Czerwonej i kościół pw. śś. Piotra i Pawła

Do wojewódzkiego rejestru zabytków wpisane są:
- ośrodek historyczny miasta, układ urbanistyczny i zabudowa Rynku i przylegających ulic, kamienice z XVIII i XIX wieku
- kościół parafialny pw. św. Apostołów Piotra i Pawła, gotycki z pierwszej poł. XV wieku, rozbudowany ok. 1520 r. Budowla halowa z wieżą kwadratową u podstawy, ośmioboczna w górnych partiach. Górna część wieży wraz z hełmem została dobudowana w 1827 r. Wyposażenie wnętrza pochodzi z różnych epok, począwszy od gotyku, a na neogotyku zakończywszy. Najstarsze są polichromowane rzeźby – Maryja z Dzieciątkiem z ok. 1410 r. i św. Marcin i św. Jan Chrzciciel z 1470 r., ul. Kościelna
- mury obronne-miejskie, zachowane fragmenty, stanowią północną część muru ogradzającego cmentarz. Dolne partie pochodzą z XIV wieku, wyższe z odbudowy w 1587 r. – XVI w. Na cmentarzu mogiły żołnierzy polskich, radzieckich i masowe groby ofiar marszu śmierci
- dawny kościół ewangelicki pw. św. Elżbiety z l. 1833-1836, wg proj. K. F. Schinkela, przebudowany po 1945 r. na dom handlowy, stoi w Rynku
- cmentarz ewangelicki, obecnie komunalny, ul. Mireckiego, z ok. 1860 r.
  - kaplica grobowa rodziny Hindenmith, z drugiej poł. XIX w.
- wieża ratuszowa, ratusz z renesansową wieżą z zegarem z 1613 r., ma wysokość 36 metrów i wieńczy ją barokowy hełm. Od wschodu na wieży znajdują się tablice herbowe biskupstwa wrocławskiego pochodzące z XVIII wieku
- willa z ogrodem, ul. 1 Maja 71/73, z pocz. XX w.
- willa z ogrodem, ul. Popiełuszki 10, z 1896 r.

inne zabytki:
- kolumna maryjna, przed kościołem z 1896 r.
- posąg św. Jana Nepomucena z 1738 r. w pobliżu u zbiegu ulic gen. Sikorskiego i Kościelnej
- krzyż pokutny, obok kładki nad strumieniem na przedłużeniu ul. Makowej
- ratusz z 1879 r., czworoboczny
- zespół pałacowy z 1910 r.
- zespół dworca kolejowego z początków XX wieku, wraz z 50 metrową, drewnianą wiatą peronową
  - wieża ciśnień z 1934 r. o kształcie graniastosłupa na zewnątrz cegła, konstrukcja nośna żelazobeton
- fundamenty murowanej szubienicy, pozostałość
- park miejski o powierzchni 25 ha z drzewostanem, który w wielu przypadkach liczy sobie 200 lat
  - grodzisko z wałem ziemnym w parku miejskim, które jest pozostałością po zamku. Budowla spłonęła w 1624 r., a ruiny rozebrano ostatecznie w 1829[14]

## Wspólnoty wyznaniowe
- Kościół rzymskokatolicki (dekanat Kąty Wrocławskie):
  - parafia Świętych Apostołów Piotra i Pawła
- Świadkowie Jehowy:
  - zbór Kąty Wrocławskie (Sala Królestwa ul. Słoneczna 1)[15]

## Współpraca międzynarodowa
Miasta partnerskie:
- Biblis (od 2003)[16]
- Żerków (od 2005)[17]
- Mignaloux-Beauvoir (od 2006)[18]
- Switłowodsk (od 2007)[19]